# Industria del vehículo eléctrico en China
La industria del vehículo eléctrico se ha desarrollado rápidamente a nivel internacional debido a una confluencia de factores como el apoyo gubernamental, los cambios de la industria, y la demanda de consumo privado. La industria del automóvil en China también ha comenzado a desarrollar un sector de los vehículos eléctricos grande y de buena reputación, con el apoyo de los sectores público y privado.

## Coches eléctricos

### Coches enchufables más vendidos

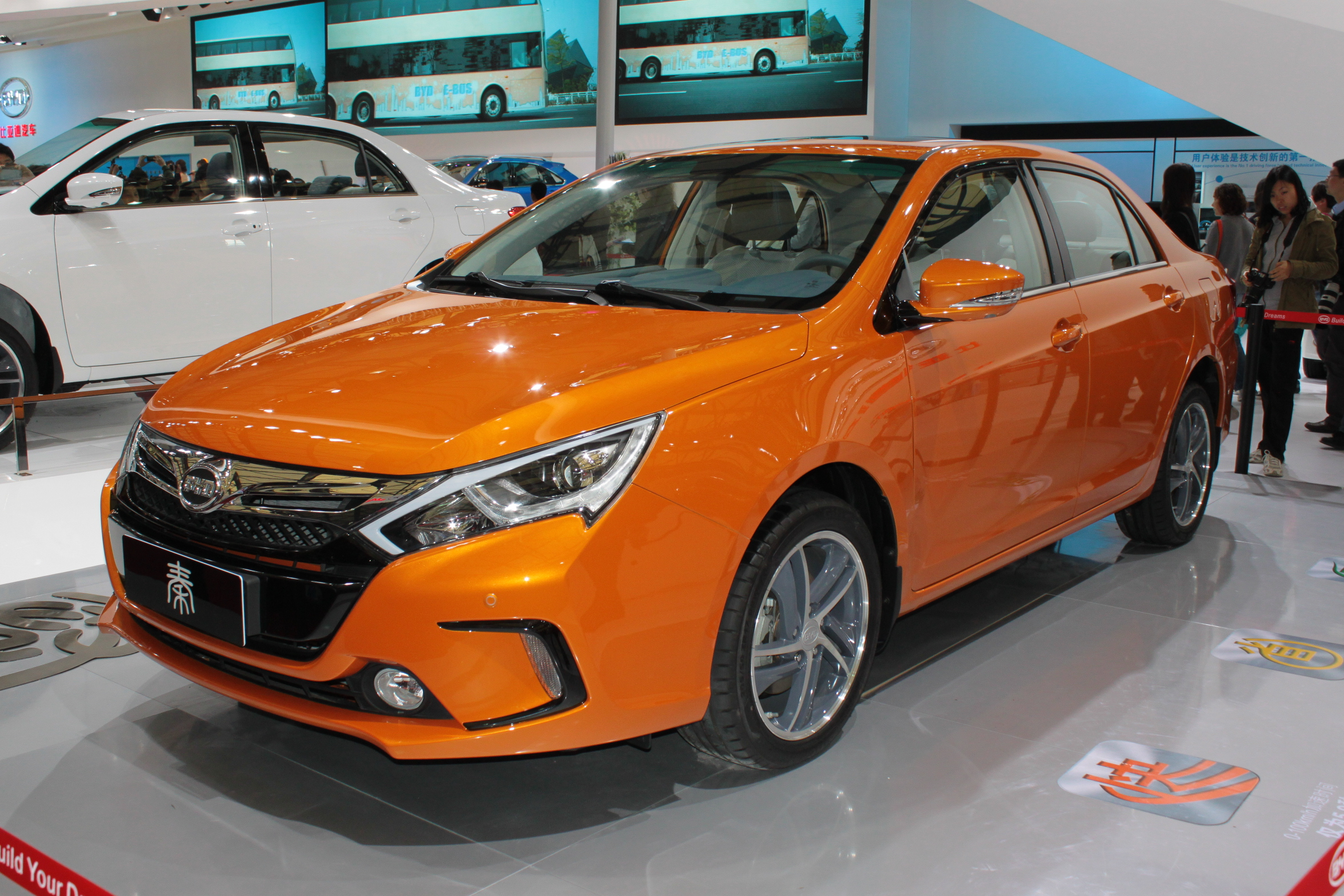
BYD Qin

Los diez modelos de vehículos eléctricos más vendidos en la primera mitad de H1 2015 son:
1. BYD Qin (plug-in hybrid), 16,477
2. BAIC EV 150/160/200 (E Series, eléctrico puro), 5,803
3. Zotye E20 (Zhidou E20, pure-electric), 4,913
4. Zotye Cloud 100 (pure-electric), 4,347
5. SAIC Roewe 550 Plug-in (plug-in hybrid), 3,321
6. Chery QQ EV (QQ3 EV, pure-electric), 3,208
7. BYD e6 (pure-electric), 2,900
8. JAC iEV (pure-electric), 2,591
9. Geely-Kandi Panda (pure-electric), 2,547
10. Chery eQ (pure-electric), 2,129

Ventas de otros modelos de vehículos eléctricos notables en la primera mitad de 2015 son:
1. Denza EV (pure-electric), 619
2. Venucia e30 (pure-electric), 453
3. BYD Tang (plug-in hybrid), 412
4. GAC Trumpchi GA5 REV (plug-in hybrid), 364
5. BMW 530Le (plug-in hybrid), 310
6. SAIC Roewe E50 (pure-electric), 140
7. BAIC ES210 (Senova EV, pure-electric), 89.

### Mayor autonomía
En 2024, vehículos eléctricos chinos y autonomía (media de  500 km y 100 kWh, tendiendo a to 1,000 km en la posición de cabeza):
- 9. Weltmeister W6, 562 km  en una recarga con su batería de 88,5 kWh.
- 8. Hozon Neta S:571 km,  77,4 kWh.
- 7. Zeekr 001: 579 km, 100 kWh.
- 6. Tesla Model S: 602 km.
- 5. XPeng P7. 608 km, 96,7 kWh.
- 4. Arcfox Alpha S: 649 km, 95 kWh.
- 3. GAC Aion LX Plus: 676 km, 144,4 kWh.
- 2. BYD Han EV: 684 km,  100 kWh.
- 1. NIO ET7: 1.044 km, with 150 kWh su paquete de baterías semi-sólidas.

## Marcas de vehículos eléctricos chinos
- Aiways
- Alibaba (Roewe)
- Aoxin
- Baic
- Baidu Apollo
- Baojin
- BMW Brilliance, incluyendo Zinoro
- Borgward
- BYD
- Byton
- Changan (Chang'an Automobile Group)
- ChangJiang
- Chery
- Cowin
- Denza
- DEARCC
- Detroit Electric
- Dial EV
- Enovate
- Faraday Future
- FAW
- Changan Ford
- Guangzhou Automobile GroupCo, Ltd. (GAC / GAC Motor) - Karma Automotive.
- Geely, including London Taxi Company and  Geely Zhidou
- Great Wall Motors (GWM) and WEY
- GreenWheel
- GuanZhou Toyota (GAC)
- Gyon
- Haima
- Han Teng Automobile Co., Ltd.
- Hawtai
- Hongqi
- Horki (Dongfeng-Yueda-Kia joint venture).
- Hozon Auto / Hezhong Qiche (Zhejiang Hezhong New Energy Vehicles)
- JAC Motors
- Jiangling Motor Corp. (JMC)
- Kandi Technologies
- Karma
- Kawei
- King Long
- Leopaard
- Lifan
- Lucid
- Luxgen
- LINK&co
- SAIC MAXUS
- Min’an Electric Automobile Co (Minan Auto EV)
- MG
- NEV (SAAB)
- NIO
- ORA
- Qiantu
- Qoros
- Noble
- ROEWE
- RAYTLE
- Suda (Henan Suda)
- Singulato Auto (Chi Che-hung Technology Co.)
- SinoGold
- SiTech
- Sokon Industry Group.
- Soueast
- Techrules
- Thunder Power
- Traum
- Dongfeng Venucia
- Weichai Enranger
- Weltmeister Motor WM Motors
- WindBooster
- Xiaopeng Automobiles, Internet car company.
- Yema Auto, Sichuan Mustang Automobile Co (a Fulin Group company).
- Yudo Auto
- Yu Lu (Dongfeng Luxgen JV)
- Youxia (Kitt)
- Zotye Auto (Zotye International Automobile Trading Co., Ltd)